# Cleptoparasitisme
 (février 2023).
Si vous disposez d'ouvrages ou d'articles de référence ou si vous connaissez des sites web de qualité traitant du thème abordé ici, merci de compléter l'article en donnant les références utiles à sa vérifiabilité et en les liant à la section « Notes et références ».

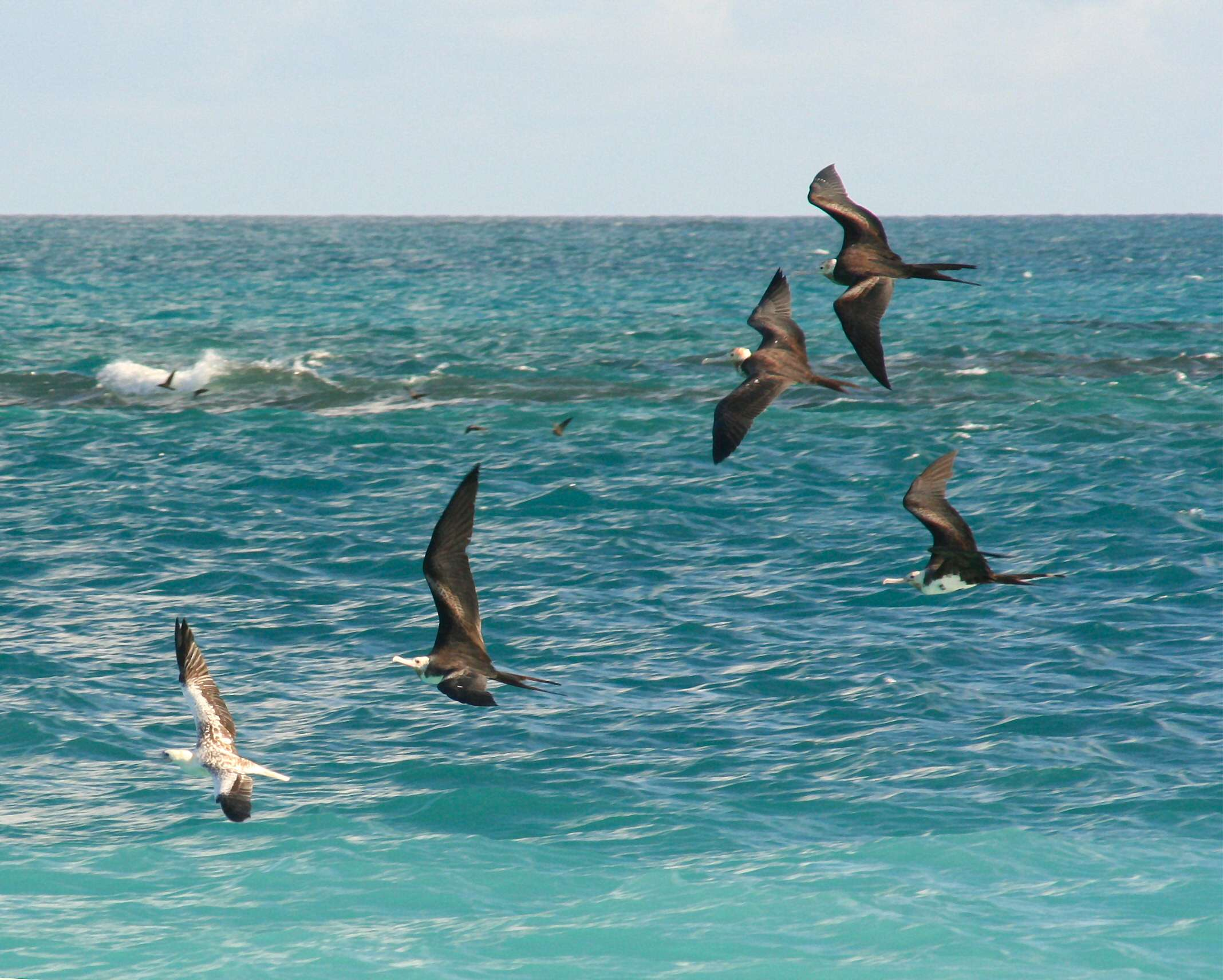
La Frégate du Pacifique est une espèce encline au cleptoparasitisme, chassant occasionnellement d'autres oiseaux, ici un Fou à pieds rouges, pour voler les proies attrapées par ce dernier.

Le cleptoparasitisme ou kleptoparasitisme (du grec kleptês, « voleur » et de parasite, emprunté au latin parasitus, « convive »),  appelé aussi cleptobiose (du grec bios, « vie ») est le comportement d'une espèce animale se nourrissant aux dépens des ressources alimentaires produites ou accumulées par un individu de la même espèce (cleptoparasitisme intraspécifique) ou d'une autre espèce (cleptoparasitisme interspécifique). Cette stratégie évolutivement stable a été rapportée pour de nombreux taxons du règne animal, mais c'est chez les oiseaux que le sujet a suscité le plus d'études montant que cette interaction biologique peut être obligatoire (stricte) ou facultative, et est le plus souvent opportuniste. 
Cette forme de compétition par interférence se rencontre chez la plupart des taxons animaux qui, par ce mode d'alimentation, réduisent les coûts de recherche, de manipulation et d'obtention de nourriture. Elle s'observe notamment chez certains insectes (plusieurs espèces d'abeilles, chez des coléoptères méloïdés — Meloe franciscanus — et Scarabaeidae), chez des araignées, chez des oiseaux tels que les Labbes et certaines espèces de Laridés. 
Le cleptoparasite est l'animal qui se nourrit aux dépens de la production ou des réserves accumulées par une autre organisme appelé hôte (telles que du miel produit par les abeilles, des proies capturées ou des provisions mises de côté par les insectes coprophages ou nécrophages).

## Paléobiologie
Au Cambrien inférieur (étage 4, datant de 514–509 Ma), des animaux de nature inconnue formaient des tubes encroûtant les coquilles de Neobolus wulongqingensis, un brachiopode. Ce n'étaient pas de simples épibiontes mais bien des cleptoparasites, car ces tubes s'ouvraient sur la commissure antérieure des deux valves (et préférentiellement à l'endroit où le flux entrant était maximal), et les brachiopodes porteurs de tubes avaient à âge égal une biomasse inférieure à ceux qui en étaient dépourvus (et le défaut de masse était d'autant plus important que les tubes étaient anciennement implantés, ce qui se mesure par la distance entre le point d'attachement du tube et le bord postérieur de la coquille). Ces animaux détournaient donc à leur profit une partie du flux d’animalcules aspirés par le brachiopode,.

## Chez les mammifères

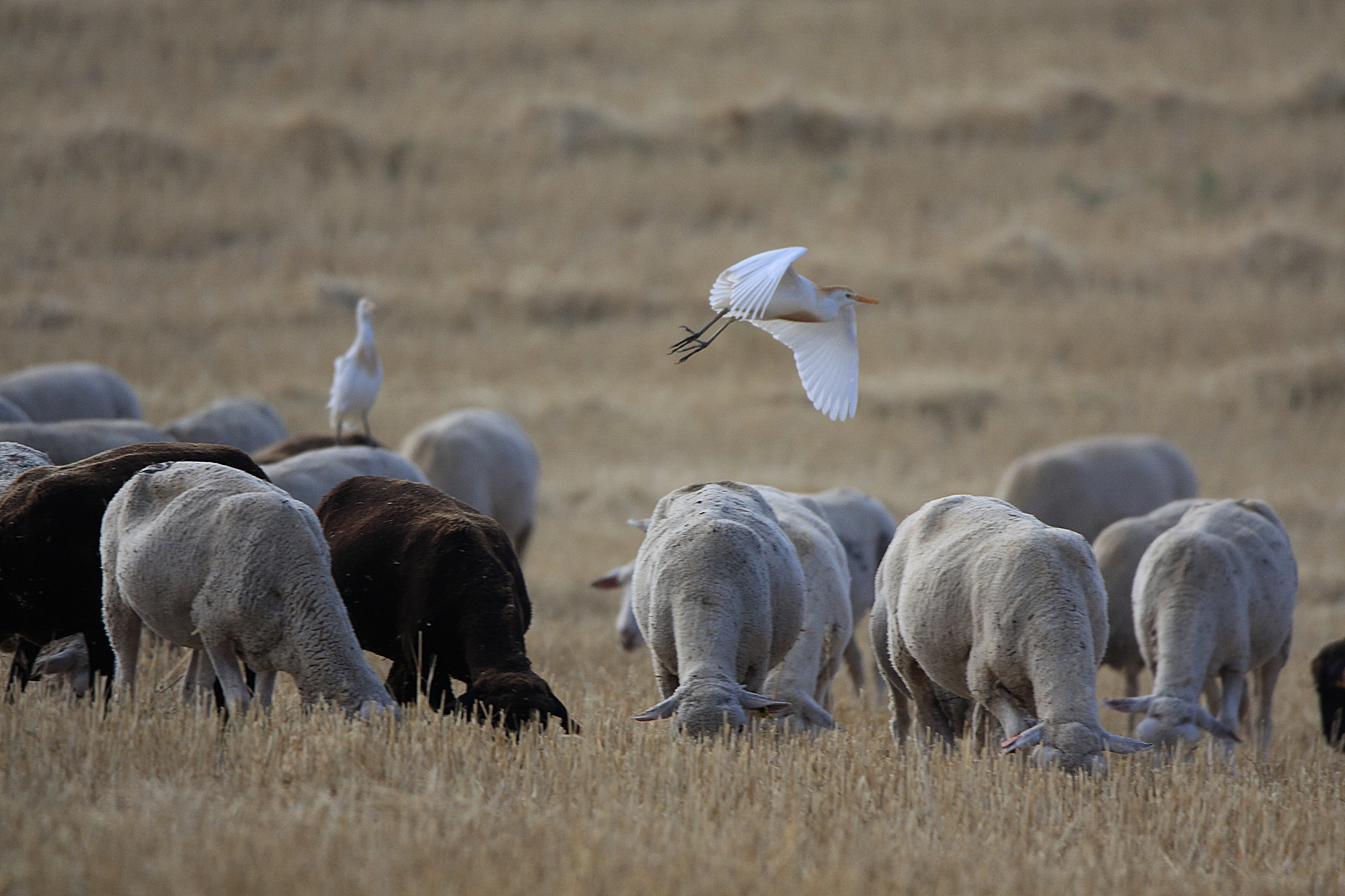
Le kleptoparasitisme intraspécifique est observé chez les hérons garde-bœufs lorsqu'il se nourrissent en grandes bandes.

Le cas le plus connu est celui de la Hyène tachetée parasite du Lion et d'autres grands prédateurs, mais en réalité un grand nombre de grands mammifères prédateurs africains pratiquent le cleptoparasitisme, en particulier les mammifères sociaux dont font partie les lions et les hyènes mais aussi les lycaons. Inversement, une troupe de lions peut parasiter le repas d'un groupe de hyènes si ces dernières sont moins nombreuses. Les lions font en effet partie des grands prédateurs qui pratiquent le plus le cleptoparasitisme, contrairement aux idées reçues à propos des hyènes qui ne sont pas des charognards exclusifs. 
Un des grands fauves les plus touchés par cette pratique est le Guépard qui est souvent pris pour cible par les lions, lycaons, hyènes et léopards car il est généralement dans l'incapacité physique de combattre un de ces animaux adultes après une chasse, encore moins quand il fait face à un groupe. 
Le léopard a quant à lui mis au point une stratégie particulière pour contrer les tentatives de vol des lions et des hyènes qui consiste à hisser le produit de sa chasse sur un arbre grâce à sa musculature puissante que ne possèdent pas ces derniers.

## Chez les oiseaux

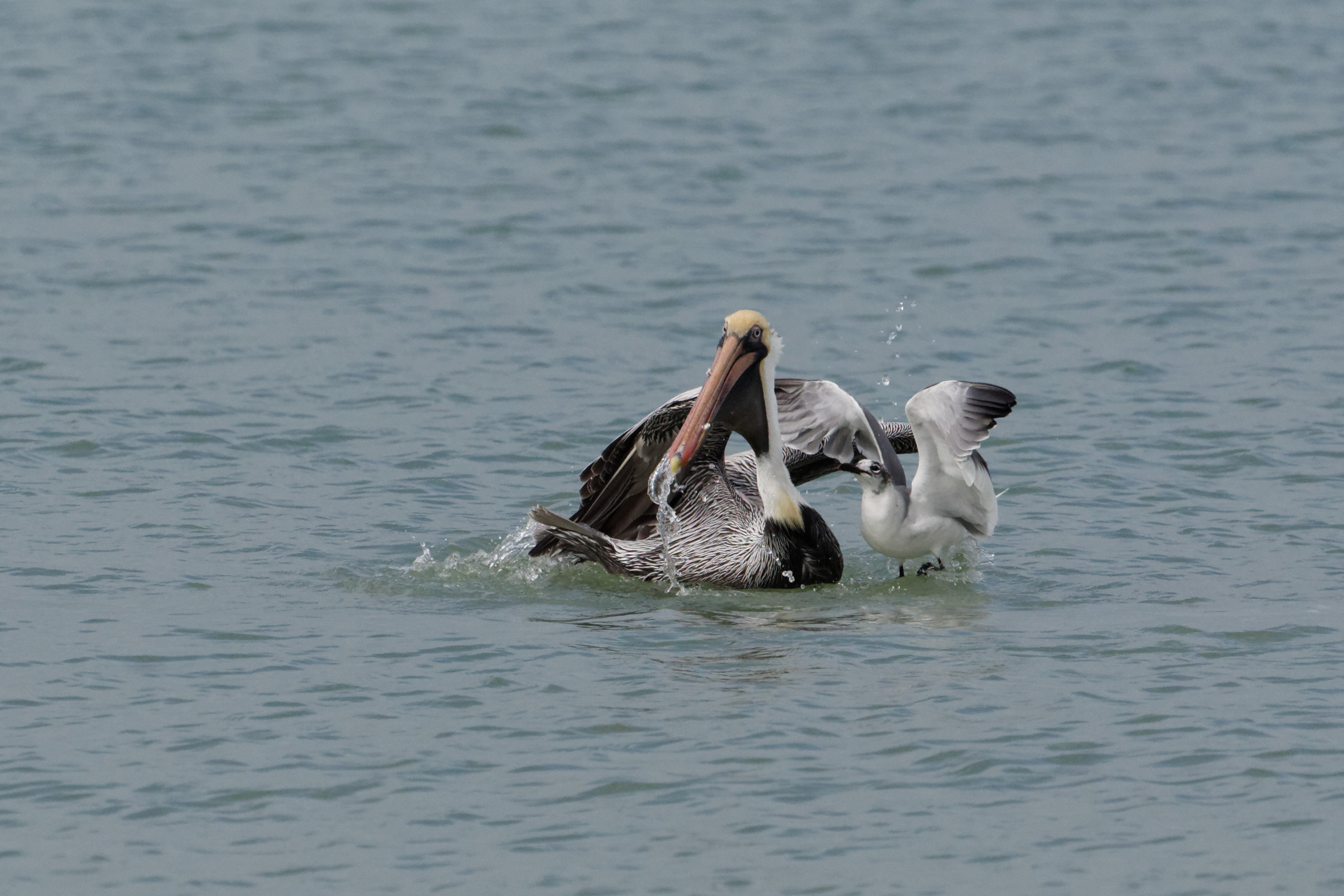
Les mouettes peuvent houspiller le pélican brun pour mieux se saisir des poissons qui dépassent du bec ou s'échappent du sac gulaire de l'oiseau.

Chez les oiseaux, le cleptoparasitisme est un comportement plus ou moins fréquent selon les familles.
De nombreux laridés sont des cleptoparasites réguliers :
- la Mouette rieuse vis-à-vis du Vanneau huppé, du Pluvier doré[6],[7]....
- le Goéland cendré vis-à-vis de l'Huîtrier pie[8]...
- le Goéland dominicain vis-à-vis de la Sterne pierregarin et de la Sterne hirundinacée.

Toutefois, ce comportement existe chez certains rapaces diurnes :
- Faucon crécerelle vis-à-vis du Hibou des marais[9]

et des passereaux :
- Drongo brillant vis-à-vis du Suricate et du Cratérope bicolore.

### Parasitisme de couvée

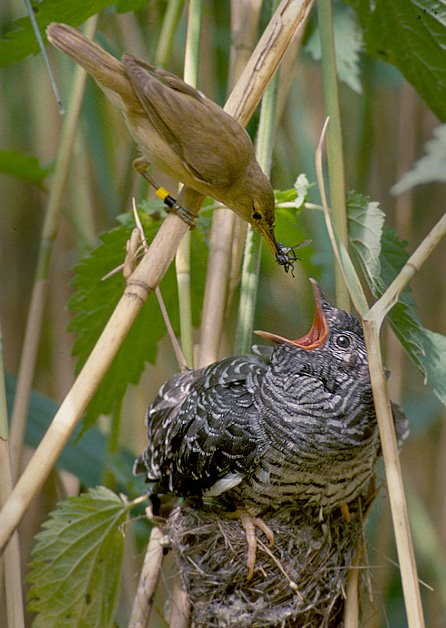
Nid de Rousserolle effarvatte parasité par un Coucou gris

Une forme particulière de cleptoparasitisme est le parasitisme de couvée pratiqué par certaines espèces d'oiseaux comme les coucous ou les Viduidae qui pondent dans le nid d'autres espèces. Dupes de la supercherie, les couples parasités  couvent l'ensemble des œufs et nourrissent l'envahisseur. Ce stratagème fonctionne d'autant mieux que la période d'incubation du parasite est plus courte que celle des parasités. L'oisillon du coucou gris, parasite bien connu, étant plus gros et plus fort que les espèces parasitées, jette en dehors du nid les autres oisillons (ou les œufs non encore éclos) de façon à obtenir toute l'attention des parents.

## Chez les araignées
Le vol de nourriture sur la toile d'une femelle par les mâles mâtures de la même espèce est un exemple de cleptoparasitisme qui concerne de nombreuses espèces d'araignées. Généralement plus petits, ils sont capables de traverser la soie sans se faire remarquer ou piéger, et profitent ainsi de la toile sans la dépense d'énergie inhérente. L'impact sur la nutrition de la femelle est généralement faible, à l'exception des congrégations de mâles. Cette stratégie se manifeste également entre des espèces distinctes d'araignées. Il peut s'agir d'interactions opportunistes dues à une proximité fortuite, ou à des stratégies obligatoires. Ainsi, la Panaméenne Curimagua bayano est un cleptoparasite obligatoire du genre mygalomorphe Diplura, en grimpant sur les chélicères de son hôte pour voler une partie de son repas. Un autre groupe d'araignées cleptoparasites est le genre Argyrodes qui usurpe les toiles son hôte où il prédate les plus petites proies délaissées. C'est par exemple le cas d'Argyrodes flavescens sur la toile de Nephila clavipes.